# Lorentz-Transformation
Die Lorentz-Transformationen, nach Hendrik Antoon Lorentz, sind spezielle Koordinatentransformationen. Sie gehören zusammen mit ihrer Herleitung zu den Grundlagen der Speziellen Relativitätstheorie. Sie werden in der Physik dazu verwendet, um die Beschreibung eines Vorganges von einem Bezugssystem in ein anderes Bezugssystem zu überführen. Sie verbinden also die Zeit- und Ortskoordinaten verschiedener Bezugssysteme. Mit Hilfe dieser Zeit- und Ortskoordinaten kann ein Beobachter angeben, wann und wo Ereignisse in seinem Bezugssystem stattfinden.
Das Äquivalent zu den Lorentz-Transformationen sind im dreidimensionalen euklidischen Raum die Galilei-Transformationen. So wie diese Abstände und Winkel unverändert lassen, erhalten die Lorentz-Transformationen die Abstände in einer speziellen nichteuklidischen Raumzeit, dem Minkowskiraum. Winkel werden im Minkowskiraum nicht erhalten, da der Minkowskiraum kein normierter Raum ist.
Die Lorentz-Transformationen bilden  im mathematischen Sinn eine Gruppe, die Lorentz-Gruppe:
- Die Hintereinanderausführung von Lorentz-Transformationen kann als eine einzige Lorentz-Transformation beschrieben werden.
- Die triviale Transformation von einem Bezugssystem in dasselbe ist ebenfalls eine Lorentz-Transformation.
- Zu jeder Lorentz-Transformation existiert eine inverse Transformation, die wieder in das ursprüngliche Bezugssystem zurück transformiert.

Unterklassen der Lorentz-Transformationen sind die diskreten Transformationen der Raumspiegelung, also der Inversion aller räumlichen Koordinaten, sowie der Zeitumkehr, also die Umkehr des Zeitpfeils, und die kontinuierlichen Transformationen der endlichen Drehung sowie der speziellen Lorentz-Transformationen oder Lorentz-Boosts. Kontinuierliche Drehbewegungen der Koordinatensysteme gehören nicht zu den Lorentz-Transformationen. Teilweise werden auch nur die speziellen Lorentz-Transformationen verkürzend als Lorentz-Transformationen betitelt.

## Definition

### Bestandteile der Lorentz-Transformation
Die Lorentz-Transformation umfasst alle linearen Transformationen der Koordinaten zwischen zwei Beobachtern. Sie sind daher Transformationen zwischen zwei Inertialsystemen, deren Koordinatenursprung, der Bezugspunkt des Koordinatensystems zum Zeitpunkt {\displaystyle t=0}, übereinstimmt. Eine allgemeine Lorentz-Transformation umfasst daher
- Transformationen zwischen zwei Beobachtern, die eine unterschiedliche, konstante Geschwindigkeit besitzen, genannt Lorentz-Boost oder spezielle Lorentz-Transformation.[1] Sie entsprechen einer Drehung im Raum-Zeit-Sektor des nichteuklidischen Minkowskiraums.
- Drehungen der räumlichen Koordinaten
- Zeit- und Raumspiegelungen

Jede allgemeine Lorentz-Transformation lässt sich als Hintereinanderausführung dieser Transformationen schreiben. Eine Lorentz-Transformation, bei der Spiegelungen ausgeschlossen sind und die Orientierung der Zeit erhalten ist, wird als eigentliche, orthochrone Lorentz-Transformation bezeichnet.

### Spezielle Lorentz-Transformation für Orte und Zeiten
Ist der Beobachter A mit konstanter Geschwindigkeit {\displaystyle v_{x}} in {\displaystyle x}-Richtung gegenüber einem anderen Beobachter B bewegt, so hängen die Koordinaten {\displaystyle \textstyle (t',x',y',z')}, die Beobachter A einem Ereignis zuschreibt, durch die spezielle Lorentz-Transformation
{\displaystyle {\begin{aligned}t'&=\gamma \left(t-{\frac {v_{x}}{c^{2}}}\,x\right)\\x'&=\gamma (x-v_{x}\,t)\\y'&=y\\z'&=z\\v'_{x}&=-v_{x}\end{aligned}}}
mit den Koordinaten {\displaystyle (t,x,y,z)} des Beobachters B für dasselbe Ereignis zusammen, falls die beiden Bezugssysteme denselben Ursprung haben, also zum Zeitpunkt {\displaystyle \textstyle t=t'=0} miteinander übereinstimmen. Darin ist {\displaystyle \textstyle \gamma ={\frac {1}{\sqrt {1-v^{2}/c^{2}}}}} der Lorentzfaktor.

#### Inverse der Speziellen Lorentz-Transformation
Da B sich relativ zu A mit konstanter Geschwindigkeit {\displaystyle -v} bewegt, wenn A dies relativ zu B mit Geschwindigkeit {\displaystyle +v} tut, kann man gemäß dem Relativitätsprinzip ihre Rollen vertauschen. In den Transformationsformeln ändert sich dabei nur das Vorzeichen der Geschwindigkeit. Insbesondere gilt auch
{\displaystyle {\begin{aligned}t&=\gamma \left(t'+{\frac {v}{c^{2}}}\,x'\right)\\\end{aligned}}}
Während für A die Zeit (Uhr) in B (mit {\displaystyle x=0}) anscheinend langsamer läuft als die in A, gilt dies auch andersherum, d. h., für B läuft die Uhr von A (mit {\displaystyle x'=0}) langsamer.

## Geschichtliche Entwicklung
Die Arbeiten von Woldemar Voigt (1887), Hendrik Antoon Lorentz (1895, 1899, 1904), Joseph Larmor (1897, 1900) und Henri Poincaré (1905), zeigten, dass die Lösungen der Gleichungen der Elektrodynamik durch Lorentz-Transformationen aufeinander abgebildet werden, oder mit anderen Worten, dass die Lorentz-Transformationen Symmetrien der Maxwell-Gleichungen sind.
Man versuchte damals, die elektromagnetischen Phänomene durch einen hypothetischen Äther, ein Übertragungsmedium für elektromagnetische Wellen, zu erklären. Es stellte sich allerdings heraus, dass sich von ihm keine Spur nachweisen ließ. Voigt stellte 1887 Transformationsformeln vor, welche die Wellengleichung invariant lassen. Die Voigt-Transformation ist jedoch nicht reziprok, bildet also keine Gruppe. Voigt nahm an, dass die Ausbreitungsgeschwindigkeit der Wellen im Ruhesystem des Äthers und in einem Bezugssystem, das sich relativ zu diesem mit konstanter Geschwindigkeit bewegt, gleich ist, ohne dafür eine Erklärung anzugeben. In seiner Äthertheorie konnte Lorentz dies dadurch erklären, dass die Längenmaßstäbe sich bei Bewegung in Bewegungsrichtung verkürzen und dass bewegte Uhren eine langsamer verlaufende Zeit anzeigen, die er Ortszeit nannte. Die von Lorentz angegebenen Transformationen der Längen und Zeiten bildeten eine Gruppe und waren damit mathematisch stimmig. Auch wenn in Lorentz’ Äthertheorie eine gleichförmige Bewegung gegenüber dem Äther nicht nachweisbar war, hielt Lorentz an der Vorstellung eines Äthers fest.
Einsteins spezielle Relativitätstheorie löste Newtons Mechanik und die Ätherhypothese ab. Er leitete seine Theorie aus dem Relativitätsprinzip ab, dass sich im Vakuum unter Vernachlässigung von gravitativen Effekten Ruhe nicht von gleichförmiger Bewegung unterscheiden lässt. Insbesondere hat Licht im Vakuum für jeden Beobachter dieselbe Geschwindigkeit {\displaystyle c}. Die Zeit- und Ortskoordinaten, mit denen zwei gleichförmig bewegte Beobachter Ereignisse bezeichnen, hängen dann durch eine Lorentz-Transformation miteinander zusammen anstatt wie in Newtons Mechanik durch eine Galilei-Transformation.

## Eigenschaften

### Geschwindigkeitsaddition
Zwei hintereinander ausgeführte Lorentz-Boosts in dieselbe Richtung mit Geschwindigkeit {\displaystyle v_{1}} und {\displaystyle v_{2}} ergeben wieder einen Lorentz-Boost mit der Gesamtgeschwindigkeit
{\displaystyle {\frac {v}{c}}={\frac {{\frac {v_{1}}{c}}+{\frac {v_{2}}{c}}}{1+{\frac {v_{1}}{c}}\cdot {\frac {v_{2}}{c}}}}.}
Die Gleichung zeigt, dass sich die Lichtgeschwindigkeit bei Lorentz-Transformationen nicht ändert. Ist etwa {\displaystyle v_{1}} die Lichtgeschwindigkeit, das heißt {\displaystyle {\tfrac {v_{1}}{c}}=1}, so ist {\displaystyle v=c{\tfrac {1+v_{2}/c}{1+v_{2}/c}}=c} ebenfalls die Lichtgeschwindigkeit.
Hintereinander ausgeführte Lorentz-Boosts in verschiedene Richtungen ergeben im Allgemeinen keine Lorentz-Boosts, sondern eine allgemeine Lorentz-Transformation: Die Menge der Lorentz-Boosts ist keine Untergruppe der Lorentz-Transformationen.

### Lorentz-Invariante
Eine Größe, die sich bei Lorentz-Transformationen nicht ändert, heißt Lorentz-Invariante oder Lorentz-Skalar. Bei einem physikalischen System oder Vorgang beschreibt eine Lorentz-Invariante eine Eigenschaft, die von allen Inertialsystemen aus mit gleichem Wert beobachtet wird, wie z. B. die Lichtgeschwindigkeit {\displaystyle c}, die Masse {\displaystyle m}, die Teilchenzahl, die elektrische Ladung etc.
Bei einem Lorentz-Boost in Richtung {\displaystyle x} lässt sich zeigen, dass
{\displaystyle c^{2}t'^{2}-x'^{2}=c^{2}t^{2}-x^{2}}
gelten muss. Der Ausdruck {\displaystyle \textstyle c^{2}t^{2}-x^{2}} ist also eine Invariante der Lorentz-Transformation, d. h. in allen unter Lorentz-Transformationen verbundenen Koordinatensystemen konstant.
In drei Raumdimensionen ist die Norm {\displaystyle \textstyle c^{2}t^{2}-(x^{2}+y^{2}+z^{2})} die einzige Möglichkeit, eine Lorentz-Invariante zu bilden. Z. B. ist die Norm des Energie-Impuls-Vektors die mit {\displaystyle c} multiplizierte Masse {\displaystyle mc}, und die Norm des Drehimpulsvektors ist der lorentzinvariante Betrag des Eigendrehimpulses. Auch der Abstand zweier Ereignisse, also die Norm der Differenz der Vierervektoren der beiden Weltpunkte, ist lorentzinvariant. Bei zwei Vierervektoren ist auch ihr Skalarprodukt lorentzinvariant. Ein Tensor 2. Stufe hat eine lorentzinvariante Spur etc.

### Lorentz-Kontraktion und Invarianz der transversalen Koordinaten
Für einen Lorentz-Boost mit beliebig gerichteter Geschwindigkeit {\displaystyle {\vec {v}}} lässt sich der Koordinatenvektor {\displaystyle {\vec {r}}=(x,y,z)} des Ereignisses in zwei Komponenten {\displaystyle \textstyle {\vec {r}}={\vec {r_{\parallel }}}+{\vec {r_{\bot }}}} zerlegen. Die Indizes {\displaystyle \parallel } und {\displaystyle \perp } bezeichnen dabei die parallele bzw. eine rechtwinklige Richtung zur Geschwindigkeit {\displaystyle {\vec {v}}}. Die transformierten Koordinaten sind dann durch
{\displaystyle t'=\gamma \left(t-{\frac {{\vec {v}}\cdot {\vec {r}}}{c^{2}}}\right),\qquad {\vec {r}}_{\parallel }'=\gamma \left({\vec {r}}_{\parallel }-{\vec {v}}t\right),\qquad {\vec {r}}_{\bot }'={\vec {r}}_{\bot }}
gegeben. Ein von den Beobachtern im gestrichenen System gemessener Abstand {\displaystyle {\vec {r}}'} ist nur in Bewegungsrichtung {\displaystyle {\vec {r_{\parallel }}}} verkürzt. Dieser Effekt wird Lorentz-Kontraktion genannt. Bei Maßstäben {\displaystyle {\vec {r_{\bot }}}} senkrecht zur Bewegungsrichtung wirkt sich die Relativität der Gleichzeitigkeit nicht aus. Zusammengefasst lauten diese Gleichungen in der Matrixschreibweise mit Vierervektoren (und der Einheitsmatrix {\displaystyle I_{3}}):
{\displaystyle {\begin{pmatrix}ct'\\{\vec {r}}'\end{pmatrix}}={\begin{pmatrix}\gamma &-\gamma {\vec {v}}^{T}/c\\-\gamma {\vec {v}}/c&\mathrm {I} _{3}+(\gamma -1){\vec {v}}{\vec {v}}^{T}/v^{2}\\\end{pmatrix}}{\begin{pmatrix}ct\\{\vec {r}}\end{pmatrix}}}.
Auf gleiche Weise lassen sich elektromagnetische Felder gemäß {\displaystyle {\vec {E}}'={\vec {E}}'_{\parallel }+{\vec {E}}'_{\perp }} und {\displaystyle {\vec {B}}'={\vec {B}}'_{\parallel }+{\vec {B}}'_{\perp }} in Komponenten zerlegen. Man erhält die (skalaren) Feldkoordinaten
{\displaystyle {\begin{aligned}E'_{\parallel }&=E_{\parallel }\\B'_{\parallel }&=B_{\parallel }\\E'_{\perp }&=\gamma \left({\vec {E}}+{\vec {v}}\times {\vec {B}}\right)_{\perp }\\B'_{\perp }&=\gamma \left({\vec {B}}-{\frac {{\vec {v}}\times {\vec {E}}}{c^{2}}}\right)_{\perp }.\end{aligned}}}
In nichtrelativistischer Näherung, d. h. für Geschwindigkeiten {\displaystyle v\ll c}, gilt {\displaystyle \gamma \approx 1}. In diesem Fall braucht nicht zwischen Orten und Zeiten in verschiedenen Bezugssystemen unterschieden zu werden und für die Feldgrößen gilt:
{\displaystyle {\begin{aligned}&{\vec {E}}'={\vec {E}}+{\vec {v}}\times {\vec {B}}\\&{\vec {B}}'={\vec {B}}-(1/{{c}^{2}}){\vec {v}}\times {\vec {E}}\\&{\vec {E}}={\vec {E}}'-{\vec {v}}\times {\vec {B}}'\\&{\vec {B}}={\vec {B}}'+(1/{{c}^{2}}){\vec {v}}\times {\vec {E}}'\\\end{aligned}}}

## Herleitung
Um die Formeln einfach zu halten, wird als Längeneinheit die Strecke gewählt, die Licht in einer Sekunde zurücklegt. Dann haben Zeit und Länge dieselbe Maßeinheit und die dimensionslose Lichtgeschwindigkeit beträgt {\displaystyle c=1}. Die Geschwindigkeit {\displaystyle v} wird also in Einheiten der Lichtgeschwindigkeit gemessen.
Die erste Herleitung beruhte auf der Invarianz der Wellengleichung im Rahmen der elastischen Lichttheorie. Später wurde gezeigt, dass die Lorentz-Transformationsformeln, die den Ausdruck {\displaystyle \textstyle \delta x^{2}+\delta y^{2}+\delta z^{2}-c^{2}\delta t^{2}} und somit die Form von Lichtkugelwellen invariant lassen, sich rigoros aus der elektromagnetischen Wellengleichung (und somit aus den Maxwell-Gleichungen) herleiten lassen, sofern die Forderung nach Linearität und Reziprozität berücksichtigt wird. Im Rahmen der Elektrodynamik kann die Herleitung der Lorentz-Transformation auch unter Berücksichtigung des Potentials einer bewegten Ladung (Liénard-Wiechert-Potential) erfolgen. Darüber hinaus gibt es eine größere Gruppe von Kugelwellentransformationen, welche den Ausdruck {\displaystyle \textstyle \lambda \left(\delta x^{2}+\delta y^{2}+\delta z^{2}-c^{2}\delta t^{2}\right)} invariant lassen. Jedoch nur die Lorentz-Transformationen mit {\displaystyle \lambda =1} bilden alle Naturgesetze einschließlich der Mechanik symmetrisch ab und gehen für {\displaystyle c\to \infty } in die Galilei-Transformation über.
Herleitungen in modernen Lehrbüchern beruhen überwiegend auf der Interpretation der Transformationen im Sinne der Speziellen Relativitätstheorie, wonach diese Raum und Zeit selbst betreffen, und sind unabhängig von Annahmen zur Elektrodynamik. Einstein (1905) benutzte dabei zwei Postulate: das Relativitätsprinzip und das Prinzip der Konstanz der Lichtgeschwindigkeit. Allgemeinere Herleitungen, welche auf Wladimir Ignatowski (1910) zurückgehen, beruhen auf gruppentheoretischen Erwägungen.

### Herleitung aus den einsteinschen Postulaten
Die folgenden Überlegungen sollen klären, wie die Koordinaten inertialer Beobachter zusammenhängen. Ein inertialer Beobachter ist dabei ein Beobachter, der fest mit seinem Inertialsystem verbunden ist. Um die Zeit und den Ort eines bestimmten Ereignisses zu benennen, verwendet ein inertialer Beobachter Koordinaten. In der nachfolgenden Herleitung darf angenommen werden, dass sich beide Beobachter im Koordinatenursprung ihres Systems befinden. Die Lorentz-Transformation soll dann zwischen den Koordinaten der beiden Inertialsysteme transformieren. Das zweite Inertialsystem soll sich mit einer Geschwindigkeit {\displaystyle v} gleichförmig entlang der x-Achse des ersten Inertialsystems bewegen. Die beiden Beobachter sollen hier Anna und Bert heißen. Annas Koordinatensystem wird in der Literatur oftmals auch nur mit S für System bezeichnet. Annas System S wird durch die vier reellen Variablen {\displaystyle x,y,z,t} definiert. Berts System S' wird durch die gestrichenen Variablen {\displaystyle \textstyle x',y',z',t'} definiert. Die Koordinaten werden in ihrem jeweils zugehörigen System als rechtwinklig vorausgesetzt.

#### Linearität
Für alle gleichförmig bewegten Beobachter durchlaufen freie Teilchen gerade Weltlinien. Daher muss die Transformation Geraden auf Geraden abbilden. Mathematisch besagt dies, dass die Transformation linear ist.
Stimmen beide Beobachter in der Wahl des Zeitnullpunkts und des räumlichen Ursprungs überein, dann ist die gesuchte Transformation linear und homogen.
Bert bewegt sich relativ zu Anna mit der Geschwindigkeit {\displaystyle v}. Die Koordinatensysteme werden so orientiert, dass {\displaystyle x,x'} und {\displaystyle v} auf einer Gerade in einer Richtung liegen. Dann kann man sich auf die Koordinaten {\displaystyle x,t} beschränken.
Die gesuchte Lorentz-Transformation lautet dann
{\displaystyle t'=at+bx,\quad x'=et+fx.}
Im Folgenden werden nun die Unbekannten {\displaystyle a,b,e,f} mit Hilfe der einsteinschen Postulate berechnet.

#### Lichtkegel
Ein Lichtimpuls, den Anna zur Zeit {\displaystyle t=0} am Ort {\displaystyle x=0} losschickt, wird durch {\displaystyle x=\pm t} beschrieben. Da die Lichtgeschwindigkeit absolut ist, muss für Bert {\displaystyle x'=\pm t'} gelten. Die Gleichungen mit dem Pluszeichen erfordern {\displaystyle e+f=a+b} und die Gleichungen mit dem Minuszeichen {\displaystyle e-f=-a+b}. Daraus folgen {\displaystyle e=b} und {\displaystyle f=a}, und daraus
{\displaystyle t'=at+bx,\quad x'=bt+ax.}
Dies gilt für alle Lorentz-Transformationen, unabhängig von der Relativgeschwindigkeit der Beobachter.

#### Relativgeschwindigkeit
Anna beschreibt Berts Bewegung durch {\displaystyle x=vt}, Bert seine eigene durch {\displaystyle \textstyle x'=0}. Die Lorentz-Transformation von Annas zu Berts Koordinatensystem muss diese beiden Ausdrücke ineinander überführen. Aus {\displaystyle \textstyle x'=bt+avt=(b+av)t=0} folgt dann {\displaystyle b=-av}, also
{\displaystyle t'=a(t-vx),\quad x'=a(x-vt).}
Wie man leicht nachrechnet, lautet die umgekehrte Transformation
{\displaystyle t={\frac {t'+vx'}{a(1-v^{2})}},\quad x={\frac {x'+vt'}{a(1-v^{2})}}.}
Es bleibt noch der Vorfaktor {\displaystyle a} zu bestimmen. Von den Koordinaten kann er nicht abhängen, sonst wäre die Lorentz-Transformation nichtlinear. Bleibt also eine Abhängigkeit von der Relativgeschwindigkeit. Man schreibt {\displaystyle a=a(v)}. Da die Lorentz-Transformation nicht von der Richtung von {\displaystyle v} abhängen soll, gilt {\displaystyle a=a(|v|)}.

#### Vorfaktor
In der obigen Rechnung wurde die Rechnung so angelegt, dass die Koordinaten eines Ereignisses in Berts Inertialsystem aus Annas ungestrichenen Koordinaten berechnet werden. Aufgrund des Relativitätsprinzips muss aber für die umgekehrte Transformation genau das gleiche Gesetz gelten. Vertauscht man also bei der oben angegebenen Transformation die gestrichenen und ungestrichenen Koordinaten und ersetzt zusätzlich das Vorzeichen der Geschwindigkeit {\displaystyle v}, so muss aus der Transformation die umgekehrte Transformation folgen, die oben auch bereits angegeben wurde. Die eben beschriebene Vertauschung ergibt die zwei folgenden Gleichungen:
{\displaystyle t=a(t'+vx'),\quad x=a(x'+vt').}
Durch einen Vergleich mit der oben angegebenen umgekehrten Transformation findet man nun die Gleichung
{\displaystyle a={\frac {1}{a(1-v^{2})}}.}
und daraus dann
{\displaystyle a(v)={\frac {1}{\sqrt {1-v^{2}}}}}
Mit der Abkürzung {\displaystyle \gamma =a(v)} ergibt sich
{\displaystyle t'=\gamma (t-vx),\quad x'=\gamma (x-vt).}
und daraus schließlich die bekannte Form der gesuchten Lorentz-Transformation
{\displaystyle t'=\gamma \left(t-\left({\frac {v}{c^{2}}}\right)x\right),\qquad x'=\gamma (x-vt),\qquad \gamma ={\frac {1}{\sqrt {1-({\frac {v}{c}})^{2}}}}.}

### Herleitung aus der Zeitdilatation
Mit einem Argument von Macdonald kann man die Transformationsformeln aus der Zeitdilatation gewinnen. An einer Lichtfront, die sich in positiver x-Richtung bewegt, hat die Differenzkoordinate {\displaystyle ct-x} überall denselben Wert, ebenso {\displaystyle \textstyle ct'-x'}. Man betrachtet eine Front, die durch das Ereignis E geht und irgendwann (vorher oder nachher) auf den bewegten Koordinatenursprung O' trifft, der langsamer als Licht sein muss. Wegen der gleichbleibenden Werte stehen die Differenzkoordinaten bei E in derselben Beziehung zueinander wie am Punkt O'. An diesem gilt {\displaystyle \textstyle x'=0,\ x=vt}, sowie nach der Dilatationsformel {\displaystyle \textstyle t=\gamma t'}, wobei {\displaystyle \textstyle \gamma =1/{\sqrt {1-v^{2}/c^{2}}}} ist. Für die Differenzkoordinaten gilt daher
{\displaystyle ct-x=\left(1-{\frac {v}{c}}\right)\gamma (ct'-x')}.
Analog hat an einer Lichtfront, die sich in negativer x-Richtung bewegt, die Summenkoordinate {\displaystyle ct+x} überall denselben Wert, ebenso {\displaystyle \textstyle ct'+x'}. Auch eine solche Front geht durch E (mit gleichen Koordinaten wie oben) und durch O' (zu einem anderen Zeitpunkt als oben). In der Gleichung analog zur vorhergehenden werden nun Summen statt Differenzen gebildet, daher lautet sie
{\displaystyle ct+x=\left(1+{\frac {v}{c}}\right)\gamma (ct'+x')}.
Addition und Subtraktion der beiden Gleichungen ergibt {\displaystyle ct} und {\displaystyle x} als Funktion von
{\displaystyle ct'} und {\displaystyle x'}.

### Empirische Herleitung
Howard P. Robertson und andere zeigten, dass die Lorentz-Transformation auch empirisch hergeleitet werden kann. Dazu ist es nötig, allgemeine Transformationsformeln zwischen verschiedenen Inertialsystemen mit experimentell bestimmbaren Parametern zu versehen. Es wird angenommen, dass ein einziges „bevorzugtes“ Inertialsystem {\displaystyle X,Y,Z,T} existiert, in dem die Lichtgeschwindigkeit konstant, isotrop und unabhängig von der Geschwindigkeit der Quelle ist. Ebenso sollen Einstein-Synchronisation und Synchronisation durch langsamen Uhrentransport in diesem System äquivalent sein. Es sei ein weiteres, zu diesem System kollineares System {\displaystyle x,y,z,t} gegeben, dessen räumlicher Ursprung zum Zeitpunkt {\displaystyle T=t=0} mit dem Ursprung des ersten Systems übereinstimmt und in dem die Uhren und Maßstäbe dieselbe interne Konstitution haben wie im ersten System. Dieses zweite System bewegt sich relativ zum ersten System mit konstanter Geschwindigkeit entlang der gemeinsamen {\displaystyle X}-Achse. Folgende Größen bleiben dabei zunächst unbestimmt:
- {\displaystyle a(v)} Unterschiede in der Zeitmessung,
- {\displaystyle b(v)} Unterschiede in der Messung longitudinaler Längen,
- {\displaystyle d(v)} Unterschiede in der Messung transversaler Längen,
- {\displaystyle \varepsilon (v)} folgt aus der Konvention zur Uhrensynchronisation.

Daraus ergeben sich folgende Transformationsformeln:
{\displaystyle {\begin{aligned}t&=a(v)T+\varepsilon (v)x\\x&=b(v)(X-vT)\\y&=d(v)Y\\z&=d(v)Z\end{aligned}}}
{\displaystyle \varepsilon (v)} wird nicht direkt gemessen, sondern folgt aus der Uhrensynchronisationskonvention. Hier ist die Einstein-Synchronisation die einfachste Möglichkeit, woraus sich {\displaystyle \textstyle \varepsilon (v)=-v/c^{2}} ergibt. Das Verhältnis zwischen {\displaystyle b(v)} und {\displaystyle d(v)} wird aus dem Michelson-Morley-Experiment, das Verhältnis zwischen {\displaystyle a(v)} und {\displaystyle b(v)} aus dem Kennedy-Thorndike-Experiment und schließlich {\displaystyle a(v)} allein aus dem Ives-Stilwell-Experiment bestimmt. Die Experimente ergaben {\displaystyle \textstyle 1/a(v)=b(v)=\gamma } und {\displaystyle d(v)=1}, was obige Transformation in die Lorentz-Transformation überführt. Hingegen wurde die Galilei-Transformation {\displaystyle a(v)=b(v)=d(v)=1} damit ausgeschlossen.

## Poincaré- und Lorentz-Gruppe
Die Poincaré-Gruppe ist die Menge der linear inhomogenen Transformationen
{\displaystyle T_{\Lambda ,a}\colon x\mapsto T_{\Lambda ,a}x=x^{\prime },\quad x^{\prime \,m}=\Lambda ^{m}{}_{n}\,x^{n}+a^{m},\quad m,n\in \{0,1,2,3\},}
die den Abstand zweier Vierervektoren invariant lassen. Die Untergruppe der homogenen Transformationen {\displaystyle \textstyle T_{\Lambda ,0}} bildet die Lorentz-Gruppe,
{\displaystyle \mathrm {O} (1,3)}, das ist die Gruppe der linearen Transformationen von {\displaystyle \textstyle \mathbb {R} ^{4}} auf {\displaystyle \textstyle \mathbb {R} ^{4}}, die das Längenquadrat
{\displaystyle w^{2}=t^{2}-x^{2}-y^{2}-z^{2}}
jedes Vektors {\displaystyle w=(t,x,y,z)} aus {\displaystyle \textstyle \mathbb {R} ^{4}} invariant lassen.
Schreiben wir das Längenquadrat als Matrixprodukt
{\displaystyle w^{\mathrm {T} }\,\eta \,w}
des Spaltenvektors {\displaystyle w} mit der Matrix
{\displaystyle \eta ={\begin{pmatrix}1&0&0&0\\0&-1&0&0\\0&0&-1&0\\0&0&0&-1\\\end{pmatrix}}}
und der transponierten Spalte, der Zeile {\displaystyle \textstyle w^{\mathrm {T} }}, so muss für jeden Lorentz-transformierten Vektor {\displaystyle \Lambda w} gelten
{\displaystyle w^{\mathrm {T} }\,\Lambda ^{\mathrm {T} }\eta \,\Lambda \,w=w^{\mathrm {T} }\,\eta \,w.}
Dies ist genau dann der Fall, wenn die Lorentz-Transformation die Gleichung
{\displaystyle \Lambda ^{\mathrm {T} }\eta \,\Lambda =\eta }
erfüllt.
Alle Lösungen dieser Gleichung, die die Zeitrichtung und räumliche Orientierung nicht umdrehen, sind von der Form
{\displaystyle \Lambda =D_{1}\,\Lambda _{v}\,D_{2}.}
Dabei sind {\displaystyle D_{1}} und {\displaystyle D_{2}} Drehungen
{\displaystyle D={\begin{pmatrix}1&\\&D_{3\times 3}\\\end{pmatrix}},\quad D_{3\times 3}^{\mathrm {T} }\,D_{3\times 3}=\mathbf {1} ,\quad \det D_{3\times 3}=1.}
Diese Drehungen bilden die Untergruppe SO(3) der Lorentz-Gruppe.
Die Matrix
{\displaystyle \Lambda _{v}={\begin{pmatrix}\gamma &-\gamma \,v&0&0\\-\gamma \,v&\gamma &0&0\\0&0&1&0\\0&0&0&1\\\end{pmatrix}}}
bewirkt die oben angegebene Lorentz-Transformation mit einer Geschwindigkeit {\displaystyle |v|<1}. Die Transformationen
{\displaystyle \Lambda =D\,\Lambda _{v}\,D^{-1}.}
heißen Lorentz-Boost. Sie transformieren auf die Koordinaten des bewegten Beobachters, der sich mit Geschwindigkeit {\displaystyle v} in die Richtung bewegt, die sich durch die Drehung {\displaystyle D} aus der {\displaystyle x}-Richtung ergibt.
Lorentz-Transformationen, die das Vorzeichen der Zeitkoordinate, die Richtung der Zeit, nicht ändern,
- {\displaystyle \Lambda _{\ 0}^{0}\geq 1,}

bilden die Untergruppe der orthochronen Lorentz-Transformationen. Die Lorentz-Transformationen mit
- {\displaystyle \det \Lambda =1}

bilden die Untergruppe der eigentlichen Lorentz-Transformationen. Für die orientierungstreuen Lorentz-Transformationen gilt
- {\displaystyle \Lambda _{\ 0}^{0}\cdot \det \Lambda \geq 1.}

Die zeit- und orientierungstreuen Lorentz-Transformationen
- {\displaystyle \Lambda _{\ 0}^{0}\geq 1,\quad \det \Lambda =1,}

bilden die eigentliche orthochrone Lorentz-Gruppe. Sie ist zusammenhängend: Jede eigentliche orthochrone Lorentz-Transformation kann durch stetige Veränderung der sechs Parameter, drei für die Drehachse und den Drehwinkel und drei für die Relativgeschwindigkeit der beiden Bezugssysteme, in die identische Abbildung übergeführt werden.

### Zeit- und Raumspiegelung
Die nicht mit der {\displaystyle \mathbf {1} } zusammenhängenden Lorentz-Transformationen erhält man, indem man die Zeitspiegelung oder die Raumspiegelung
{\displaystyle {\mathcal {T}}={\begin{pmatrix}-1&0&0&0\\0&1&0&0\\0&0&1&0\\0&0&0&1\\\end{pmatrix}},\quad {\mathcal {P}}={\begin{pmatrix}1&0&0&0\\0&-1&0&0\\0&0&-1&0\\0&0&0&-1\\\end{pmatrix}}}
oder beide mit den Lorentz-Transformationen multipliziert, die mit der {\displaystyle \mathbf {1} } zusammenhängen. Die Lorentz-Gruppe {\displaystyle \mathrm {O} (1,3)} hat vier Zusammenhangskomponenten.

## Überlagerungsgruppe
Die folgenden Überlegungen zeigen, dass die Gruppe der linearen Transformationen des zweidimensionalen, komplexen Vektorraumes {\displaystyle \textstyle \mathbb {C} ^{2}}, deren Determinante den speziellen Wert {\displaystyle 1} hat, die sogenannte spezielle lineare Gruppe {\displaystyle \mathrm {SL} (2,\mathbb {C} )}, die einfach zusammenhängende Überlagerung der eigentlichen orthochronen Lorentz-Transformationen ist. Dabei überlagert die Untergruppe der speziellen unitären zweidimensionalen Transformationen, SU(2) die Gruppe der Drehungen, {\displaystyle \mathrm {SO} (3)}.
Jede hermitesche {\displaystyle 2\times 2} – Matrix ist von der Form:
{\displaystyle {\hat {w}}={\begin{pmatrix}t+z&x-\mathrm {i} y\\x+\mathrm {i} y&t-z\end{pmatrix}}={\hat {w}}^{\mathrm {T} \,*}={\hat {w}}^{\dagger }.}
Da sie umkehrbar eindeutig durch die vier reellen Parameter {\displaystyle w=(t,x,y,z)} bezeichnet wird und da Summen und reelle Vielfache hermitescher Matrizen wieder hermitesch sind und zu den Summen und Vielfachen der Vierervektoren {\displaystyle w} gehören, ist sie Element eines vierdimensionalen Vektorraums.
Die Determinante
{\displaystyle \det {\hat {w}}=t^{2}-x^{2}-y^{2}-z^{2}}
ist das Längenquadrat des Vierervektors {\displaystyle w}.
Multipliziert man {\displaystyle {\hat {w}}} von links mit einer beliebigen komplexen {\displaystyle (2\times 2)}-Matrix und von rechts mit deren adjungierter, so ist das Ergebnis {\displaystyle \textstyle M{\hat {w}}M^{\dagger }={\hat {u}}} wieder hermitesch und lässt sich als {\displaystyle {\hat {u}}} schreiben, wobei {\displaystyle u=\Lambda w} linear von {\displaystyle w} abhängt. Ist {\displaystyle M} aus der speziellen linearen Gruppe der komplexen {\displaystyle (2\times 2)}-Matrizen, {\displaystyle \mathrm {SL} (2,\mathbb {C} )}, deren Determinanten den speziellen Wert {\displaystyle 1} haben, so stimmt das Längenquadrat von {\displaystyle w} und {\displaystyle u=\Lambda w} überein, {\displaystyle \Lambda } ist also eine Lorentz-Transformation. Zu jedem {\displaystyle M} aus {\displaystyle \mathrm {SL} (2,\mathbb {C} )} gehört so vermöge
{\displaystyle M{\hat {w}}M^{\dagger }={\widehat {\Lambda w}}}
eine Lorentz-Transformation {\displaystyle \Lambda } aus {\displaystyle \mathrm {O} (1,3)}. Genauer gehört zu jedem Paar {\displaystyle \pm M} von komplexen {\displaystyle (2\times 2)}-Matrizen aus {\displaystyle \mathrm {SL} (2,\mathbb {C} )} genau eine Lorentz-Transformation {\displaystyle \Lambda (M)=\Lambda (-M)} aus dem Teil von {\displaystyle \mathrm {O} (1,3)}, welcher mit der {\displaystyle \mathbf {1} } stetig zusammenhängt. Dieser Teil der Lorentz-Gruppe ist eine Darstellung der Gruppe {\displaystyle \mathrm {SL} (2,\mathbb {C} )}.
Die Gruppe {\displaystyle \mathrm {SL} (2,\mathbb {C} )} ist die Produktmannigfaltigkeit {\displaystyle \mathbb {R} ^{3}\times S^{3}} und einfach zusammenhängend. Die Gruppe der eigentlichen orthochronen Lorentz-Transformationen ist hingegen nicht einfach zusammenhängend:
Drehungen um eine feste Achse mit Winkeln, die von {\displaystyle \alpha =0} bis {\displaystyle \alpha =2\pi } anwachsen, bilden in der Drehgruppe einen geschlossenen Kreis. Man kann diese Transformationen nicht stetig in andere Drehungen abändern, so dass dieser Kreis auf einen Punkt zusammenschrumpft.